# 洪溪县
洪溪县，中国旧县名。
1956年4月13日國務院全體會議第27會議決定：在涼山彝族自治州的益各腳地區設置洪溪縣，縣人民委員會駐益各腳（今四川省美姑县洪溪镇）。1960年撤销，并入美姑县。